# مخلوق جيونغسونغ
مخلوق جيونغسونغ (بالكورية: 경성 크리처) هو مسلسل ويب كوري جنوبي، من بطولة بارك سيو جون وهان سو هي. تدور أحداثه في ربيع عام 1945، عندما كان كيونغسونغ (الاسم القديم لسيئول)، كانت في اسواء فترة، يصور المسلسل قصة أناس يقاتلون بضراوة عند الحد الفاصل بين الحياة والموت. عرض الموسم الاول على نتفليكس، من جزئين، الجزء الاول في 22 ديسمبر 2023 مكون من 7 حلقات، والجزء الثاني في 5 يناير 2024 من 3 حلقات. صدر الموسم الثاني في 27 سبتمبر 2024.

## الملخص
في ربيع عام 1945 في كيونغسونغ، أثناء الحكم الياباني لكوريا، يواجه شابان مخلوقا غريبا ولد من رحم الجشع البشري، كما يتناول قصص الآلام البشرية والقلق والبقاء والكرامة الإنسانية.

## طاقم
- بارك سيو جون في دور جانغ تاي سانغ[14]

رجل ثري وأفضل محقق في كيونغسونغ.
- هان سو هي في دور يون تشاي أوك[14]

متخصصة في البحث عن المفقودين.
- وي ها جون في دور كوون جون تايك[15]
صديق مقرب لـجانغ تاي سانغ
- سو هيون في دور مايدا[16]

سيدة لعائلة التي تسيطر على كيونغسونغ.
- كيم هاي سوك في دور نوال دايك[17]

خادمة جيوموكدانغ
- جو هان تشول في دور يون جونغ وون[18]

والد يون تشيه أوك، يتابع قضية اختفاء، ليجد زوجته المختفية منذ عشر سنوات.

### داعم
- جي وو في دور ميونغ جا[19]

جيسينج من تشونول جوان

## الإنتاج

### صناعة
المسلسل من تأليف كانغ إيون-كيونغ التي كتبت مسلسلات مثل ملك الخبز (2010)، كتاب عائلة جو وما خطب هذه العائلة؟ (2013)، والسلسلة الموسمية الطبيب الرومانسي (2016-23)، وأشرفت على مسلسلات مثل عالم المتزجين (2020)، الآن، نحن نفترق (2021)، التنبؤ بالحب والطقس (2022). ومن تخطيط كاكاو إنترتينمنت وانتاج من قبل الشركة التابعة ستوري بيكتشرز ميديا بتعاون مع استوديو دراغون. وهي سلسلة أصلية لصالح نتفليكس. كلف المسلسل ميزانية انتاج ضخمة، بحوالي 70 مليار وون (تشمل الموسم الاول والثاني).

### التصوير
في يناير 2022 ، أكد فريق الإنتاج اكتمال الطاقم وكشف أن التصوير قيد التنفيذ حاليًا. في أكتوبر 2022 ، أفيد أن المسلسل قد انتهى من التصوير ودخل مرحلة ما بعد الإنتاج.
في 3 مارس 2022 ، أفيد أن اختبار وي ها جون لكوفيد-19 إيجابيًا، وتم تعليق التصوير مؤقتاً، دخل الممثل الحجر الصحي الذاتي.
في 3 أغسطس 2022 ، أفيد أن الممثلة هان سو هي تعرضت لإصابة طفيفة في وجهها أثناء تصوير مشهد حركة. في 11 أغسطس، أكدت وكالة هان أنها تعافت من الإصابة وستعود للتصوير في الأسبوع التالي.

## روابط خارجية
- مخلوق جيونغسونغ على موقع IMDb (الإنجليزية)
- مخلوق جيونغسونغ على موقع ميتاكريتيك (الإنجليزية)
- مخلوق جيونغسونغ على موقع روتن توميتوز (الإنجليزية)
- مخلوق جيونغسونغ على موقع نتفليكس (الإنجليزية)
- مخلوق جيونغسونغ على موقع فيلمافينيتي (الإسبانية)
- مخلوق جيونغسونغ على موقع قاعدة بيانات الفيلم (الإنجليزية)
- مخلوق جيونغسونغ على هانسينما